# Ivan Basarac
Ivan Basarac (Sombor, 25. kolovoza 1946. – Ozalj, 6. lipnja 2007.), hrvatski general, pomoćnik načelnika Glavnog stožera Oružanih snaga Republike Hrvatske.

## Životopis
General pukovnik Ivan Basarac je rođen 25. kolovoza 1946. u Somboru, u obitelji vojvođanskih Hrvata. "Vojnu akademiju kopnene vojske Jugoslavenske narodne armije" (JNA) je završio 1970. godine, a "Višu vojnu akademiju JNA" 1986. u Beogradu. 1991. godine general Basarac se nalazio na zapovjednoj funkciji JNA u Varaždinu. U srpnju 1991. general Basarac je napustio JNA, te se priključio Oružanim snagama Republike Hrvatske (HV).
Dugoreško područje pamtit će generala Basarca kao čovjeka koji je Dugoj Resi u rujnu 1991. dao prva dva tenka T-55 i dva borbena vozila pješaštva koja su tada značila ne samo vojnu, već i iznimnu snažnu moralnu potporu ovdašnjim stanovnicima. Jedna od prvih dužnosti u HV-u bila mu je na mjestu zapovjednika 3. brigade ZNG-a, kasnije preimenovana u 3. gardijsku brigadu "Kune", koja je djelovala na vinkovačko-vukovarskom bojištu. General bojnikom HV-a postao je u listopadu 1992. godine. Nakon toga general Basarac je obnašao niz odgovornih dužnosti, bio je načelnik Uprave rodova Hrvatske kopnene vojske, zapovjednik Zbornog područja Zagreb i pomoćnik načelnika Glavnog stožera Oružanih snaga Republike Hrvatske za kopnenu vojsku od 1995. do 1998. Sudjelovao je u svim važnijim akcijama Hrvatske vojske, zaključno s Operacijom Bljesak i Operacijom Oluja gdje je vodio operacije oslobođenja Banovine.
U svibnju 1998. godine promaknut je u čin general pukovnika. Zbog doprinosa i zasluga tijekom službe u HV-u primio je niz visokih odlikovanja. Odlukom predsjednika Franje Tuđmana umirovljen je 30. rujna 1998. godine.
Dana 6. lipnja 2007. generalu Basarcu je iznenada pozlilo u Domu zdravlja u Ozlju, nakon čega je preminuo od posljedica srčanog udara.
Citati:

## Odlikovanja
General Basarac je nositelj brojnih odlikovanja.
- Red bana Jelačića
- Red hrvatskog križa
- Red Nikole Šubića Zrinskog
- Red hrvatskog trolista
- Red hrvatskog pletera
- Spomenica Domovinskog rata
- Spomenica Domovinskog rata
- Spomenica domovinske zahvalnosti
- Medalja Bljesak
- Medalja Oluja